# Milutin Cihlar Nehajev
Milutin Cihlar Nehajev (Zengg, 1880. november 25. – Zágráb, 1931. április 7.) horvát író (regényíró, regényíró, drámaíró, műfordító, publicista, esszéista, kritikus), újságíró volt. Számos tanulmányt és esszét írt horvát politikusokról, kiemelkedő horvát és más európai írókról. Az egyik első horvát színházi és zenei kritikus volt. A Nehajev utónevet szülővárosának nevezetességéről, a Nehaj-várról vette fel.

## Élete és pályafutása
Milutin Cihlar 1880-ban Zenggben született egy cseh bevándorló családban. Édesapja Sebald Cihlar lelkes pánszlávista, a Zenggi Kereskedelmi és Ipari Kamara titkára, anyja Ludmila Polić volt. Az apa Prágában barátkozott meg Šenoával, és az ő kezdeményezésére költözött 1865-ben Kraljevicára. Cihlar anyai ágon a neves horvát költő és író, Janko Polić Kamov unokatestvére volt. A családi rokonság mellett barátság is összefűzte őket, és az Isušena kaljuža és a Bijeg című regények alapján a tágabb családi környezet is hasonló volt. Általános és középiskolába a hatodik osztályig Zenggben járt, majd a középiskolát Zágrábban fejezte be. Ezt követően Bécsben kémiát tanult. 1903-ban Bécsben doktorált filozófiából.
Tanárként dolgozott Zárában, ahol 1905-ben elindította a Lovor című újságot, majd a zágrábi Obzor (1905) és a trieszti Balkan (1907) folyóirat szerkesztőségében dolgozott. Újságíróként dolgozott a Jutarnji listben, az Obzorban és az Agramer Tagblattban, valamint tudósító volt Párizsban, Belgrádban és Prágában is. 1909-ben a Kőrösi Mezőgazdasági Intézet munkatársa volt. 1912-ben feleségül vette Paula Vuksant (Zágráb, 1891. június 1. – Zágráb, 1965. június 13.), akitől három gyermeke született: Neda, Zvonimir és Milutin. Úgy gondolta, hogy a gyerekeknek maguknak kell megválasztaniuk a nevüket, ezért születésükkor beceneveket adott nekik, később pedig a gyerekek maguk választották a nevüket. 1926-ban a Horvát Írószövetség elnökévé választották.

## Irodalmi tevékenysége
Cihlar a modern horvát irodalom egyik legjelentősebb képviselője volt. Regényeket, elbeszéléseket, novellákat és színdarabokat írt (Život, Spasitelj, Klupa na mjesečini), melyek közül kettőt, Prielom és a Svijećica címmel 1898-ban a Horvát Nemzeti Színházban mutatták be. Fiatalkorában verseket, és már tizenhat évesen ódát írt Zengg váráról, valamint nagy sikert aratott a „Veliki grad” címmel összegyűjtött novelláival, amelyekben a modern dekadens értelmiségieket ábrázolja, akik nem találják meg az élet értelmét, hanem passzívan beletörődnek a töprengésbe és siránkozásba.
Történelmi témákhoz fordult a „Vuci” című regényben, amelyben a horvát múlt eseményeit tolmácsolta, és lélektani portrét készített Frangepán Kristófról, Krk, Zengg és Modruš grófjáról, melyet halálának 400. évfordulója alkalmából írt meg. A regény irodalomelméleti szempontból a legérdekesebb, mert benne vetül előre a 20. századi új horvát történelmi regényírás šenoai szerkezete. „Bijeg” (Szökés) című regényét háromféle narratív diskurzusban kifejezett defabularizáció és történetmesélés jellemzi. Gyakran emelik ki a horvát modernitás legjobb regényeként. Emellett tanulmányokat és esszéket is írt horvát politikusokról, horvát írókról és jeles európai írókról.

## Művei
- Djela Milutina Nehajeva, Zagreb, 1900.
- Poraz i slavlje,
- Über den synthetischen Isopropylacetaldehyd und seine kondensationsprodukte, 1903.
- Bieg / M. Nehajev, Društvo hrvatskih književnika, Zagreb, 1909. (2. kiadás: 1917.)
- Studija o Hamletu / Milutin Nehajev, Zagreb, 1915.
- Veliki grad: novele / M. Nehajev, Izdanje Matice hrvatske, Zagreb, 1919.
- Vuci: o četiristotoj obljetnici smrti Krste Frankopana, kneza Krčkog, Senjskog i Modruškog: 27. IX. 1527 - 27. IX. 1927 / M. Nehajev, Matica hrvatska, Zagreb, 1928.
- Esej o Vladimiru Mažuraniću / napisao M. Cihlar-Nehajev, Tisak Zaklade tiskare Narodnih novina, Zagreb, 1929.
- O stogodišnjici hrvatskoga preporoda: (1830-1930), Pramatica nakladno k.d. Petar Kvaternik i drugovi, Zagreb, 1931.

### Posztumusz megjelent művei
- Rakovica: o 60. godišnjici smrti Eugena Kvaternika, Zagreb, 1932. (szerk. Blaž Jurišić)
- Knjiga eseja / Milutin Nehajev, Matica hrvatska, Zagreb, 1936.
- Zeleno more ; Kvaternik i Starčević: [ulomak iz "Rakovice"] / Milutin Cihlar Nehajev, Mala knjižnica Biblioteke lijepe knjige, kolo 1, br. 6, Be-l-ka, Zagreb, 1941.
- Djela Milutina Nehajeva, 1-8, Zagreb, 1944., 9-13, Zagreb, 1945. (szerk. Mirko Matijević)
- Političke silhuete / Milutin Nehajev, Hrvatski izdavalački bibliografski zavod, Zagreb, 1945.
- Milutin Nehajev, Matica hrvatska, Pet stoljeća hrvatske književnosti, knj. 81., 82., Zagreb, 1964.
- Vuci / Milutin Cihlar Nehajev, Ljubljana, 1974. (szerk. Krsto Špoljar)
- Izabrani kazališni spisi, Hrvatsko društvo kazališnih kritičara i teatrologa, Teatrologijska biblioteka, knj. 14., Zagreb, 1986. (szerk. Nedjeljko Fabrio)
- Vuci / Milutin Cihlar Nehajev, Eminex, Zagreb, 1993.
- Vuci / Milutin Cihlar Nehajev, Zagreb, 1995. (szerk. Josip Vončina, szerk. és rajzolta Zvonko Grbašić)
- Bijeg / Milutin Nehajev, Katarina Zrinska, Zagreb, 1996.
- Rakovica: o 125. godišnjici rakovičke bune i 125. godišnjici smrti Eugena Kvaternika / Milutin Nehajev, Karlovac, 1996., (előszó: Anđelko Mijatović)
- Vuci / Milutin Cihlar Nehajev, Vinkovci, 1997. (szerk. Krešimir Nemec)
- Bijeg, Školska knjiga, Zagreb, 2002. (2. kiadás: 2012.)

## Emlékezete
Zengg városa emlékművet állított neki a Költők parkjában, szülőházára pedig emléktáblát helyezett el.

## Fordítás
Ez a szócikk részben vagy egészben  a   Milutin Cihlar Nehajev című horvát Wikipédia-szócikk ezen változatának fordításán alapul.  Az eredeti cikk szerkesztőit annak laptörténete sorolja fel. Ez a jelzés csupán a megfogalmazás eredetét és a szerzői jogokat jelzi, nem szolgál a cikkben szereplő információk forrásmegjelöléseként.